# 2012年ロンドンオリンピックのモルドバ選手団
2012年ロンドンオリンピックのモルドバ選手団（2012ねんロンドンオリンピックのモルドバせんしゅだん）は、2012年7月27日から8月12日にかけてイギリスの首都ロンドンで開催された2012年ロンドンオリンピックのモルドバ選手団、およびその競技結果。

## 概要
今大会は銀メダル1個と銅メダル1個を獲得したが、のちにドーピング違反が発覚しともにメダルを剥奪された。
ウエイトリフティング男子94kg級でアナトリー・キリクが銀メダル、同女子53kg級でクリスティーナ・イオブが銅メダルを獲得したが、ともにドーピング違反が発覚し剥奪となった。

## メダル
| メダル | 選手名                 | 競技                 | 種目       |
| ------ | ---------------------- | -------------------- | ---------- |
| 剥奪   | アナトリー・キリク     | ウエイトリフティング | 男子94kg級 |
| 剥奪   | クリスティーナ・イオブ | ウエイトリフティング | 女子58kg級 |